# 유로콥터 EC155

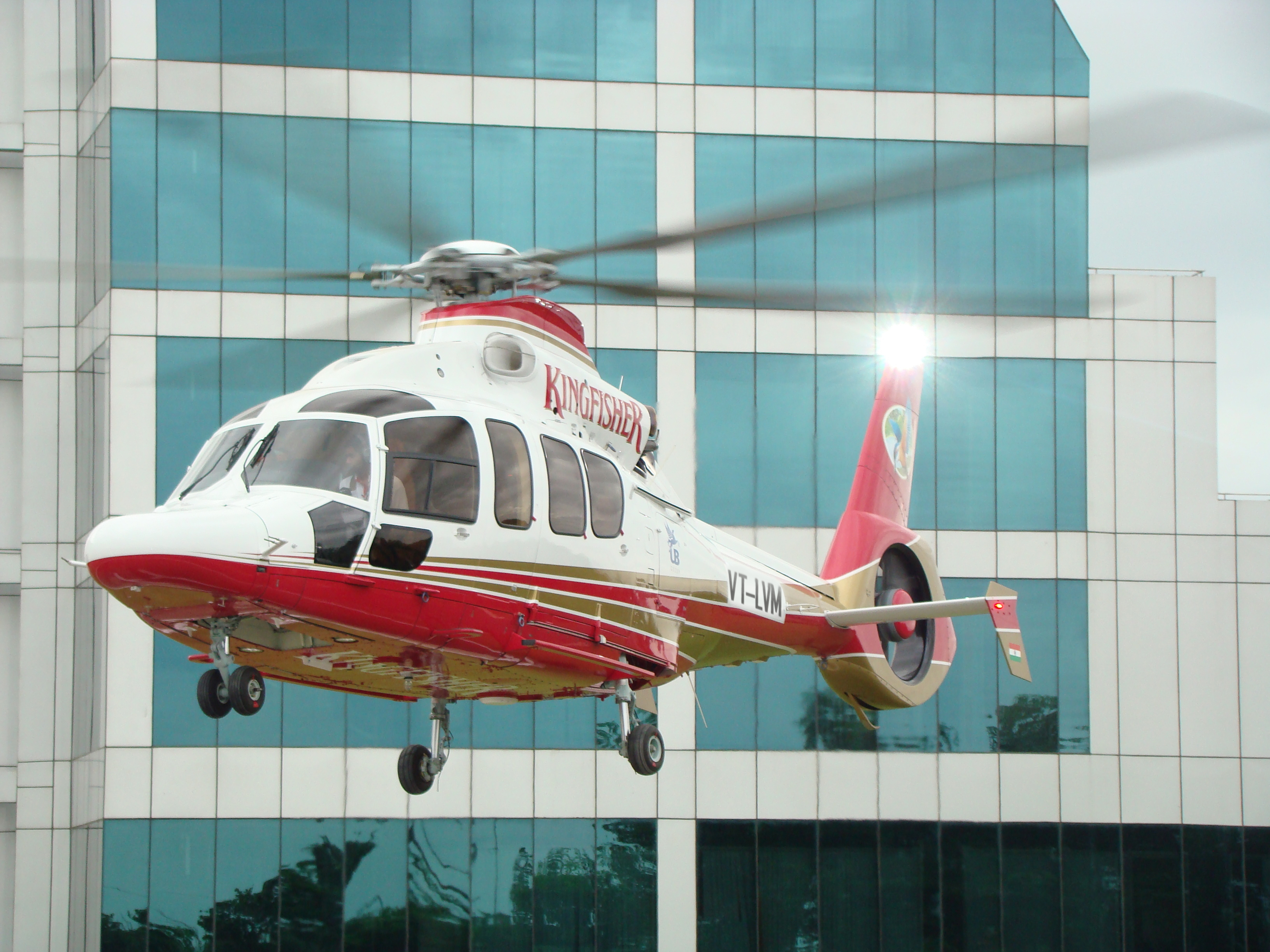
인도 킹피셔 항공의 EC155-B1

유로콥터 EC155(현에어버스 헬리콥터 H155)는 유로콥터사가 개발한 민수용 헬기로 유로콥터 AS365 돌핀을 최신화한 장거리 운송용 중형 헬리콥터이다. 처녀비행은 1997년 6월 17일에 실시하였으며 엔진으로 935hp(697kW) Turbomeca Arriel 2C2 터보샤프트 엔진 2기를 탑재하고 있다. EC155-B형은 이전 AS365 돌핀에 비해서 승객용 공간을 30% 더 확장하였고 수화물 공간도 130% 확장하였다.
이외에도 진동/소음을 감소시키기 위해서 Fenestron 테일로터와 함께 5엽 Spheriflex 복합소재 블레이드로 제작되었고, 날씨가 매우 추운 날에도 운용할 수 있도록 강력한 방빙 장치를 갖추고 있으며, 조종실은 전자계기 그리고 디지털 비행 장치를 갖춘 완전 글라스 콕픽을 적용한 디자인이 채택되었다. 또한 엔진 FADEC와 연동된 4축 디지털 자동조종 시스템을 갖추고 있다.
유로콥터 EC155는 3가지 임무 유형으로 제작되었다.
- 승객 운송용은 승객 12명 또는 13명이 탑승할 수 있다. VIP 임무용은 임원 8명의 업무 공간을 제공하는 VIP 라운지를 갖추고 있다.

- 의무후송용으로 2개의 들것과 4명의 의료요원 또는 들것 4개와 2명의 의료요원이 탑승할 수 있다.

- 2005년 제작된 U형은 해안 운송과 경찰 임무 지원, 공중 감시, SAR 임무를 수행에 적합한 특수 장비를 갖추고 있다.

H155는 후속기종인 H160의 개발완료와 함께 에어버스헬리콥터에서는 단종될 예정이다. 그대신 KAI가 생산라인을 넘겨받아 독점판매권을 갖게 되었으며 그 대가로 에어버스헬리콥터가 지불해야하는 LAH/LCH 공동개발분담금 4000억원을 탕감해주었다.

## 대한민국 관련
LAH/LCH 사업의 기종으로 선정되었다. 2020년 500MD, 2022년 AH-1 코브라 공격헬기를 대체할 것이다. 에어버스 헬리콥터로부터 4000억원에 판권까지 인수하였으며, 600대수출포함 국내외 1,000여대 판매로 세계시장 35%점유를 목표로 하고있다.
에어버스 헬리콥터는 H155 생산에 필요한 모든 기술을 제공하고 해당 기종을 단종시켜서 한국에서만 생산되도록 했다.

## 사용국가

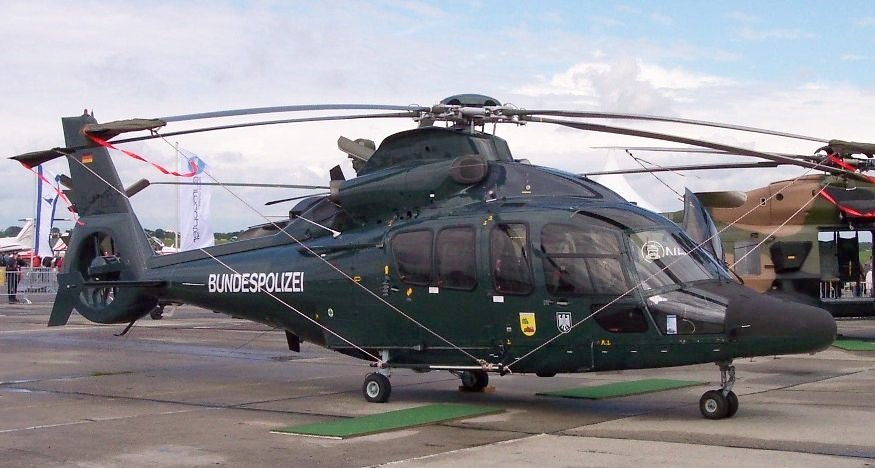
An EC155 of the German Bundespolizei

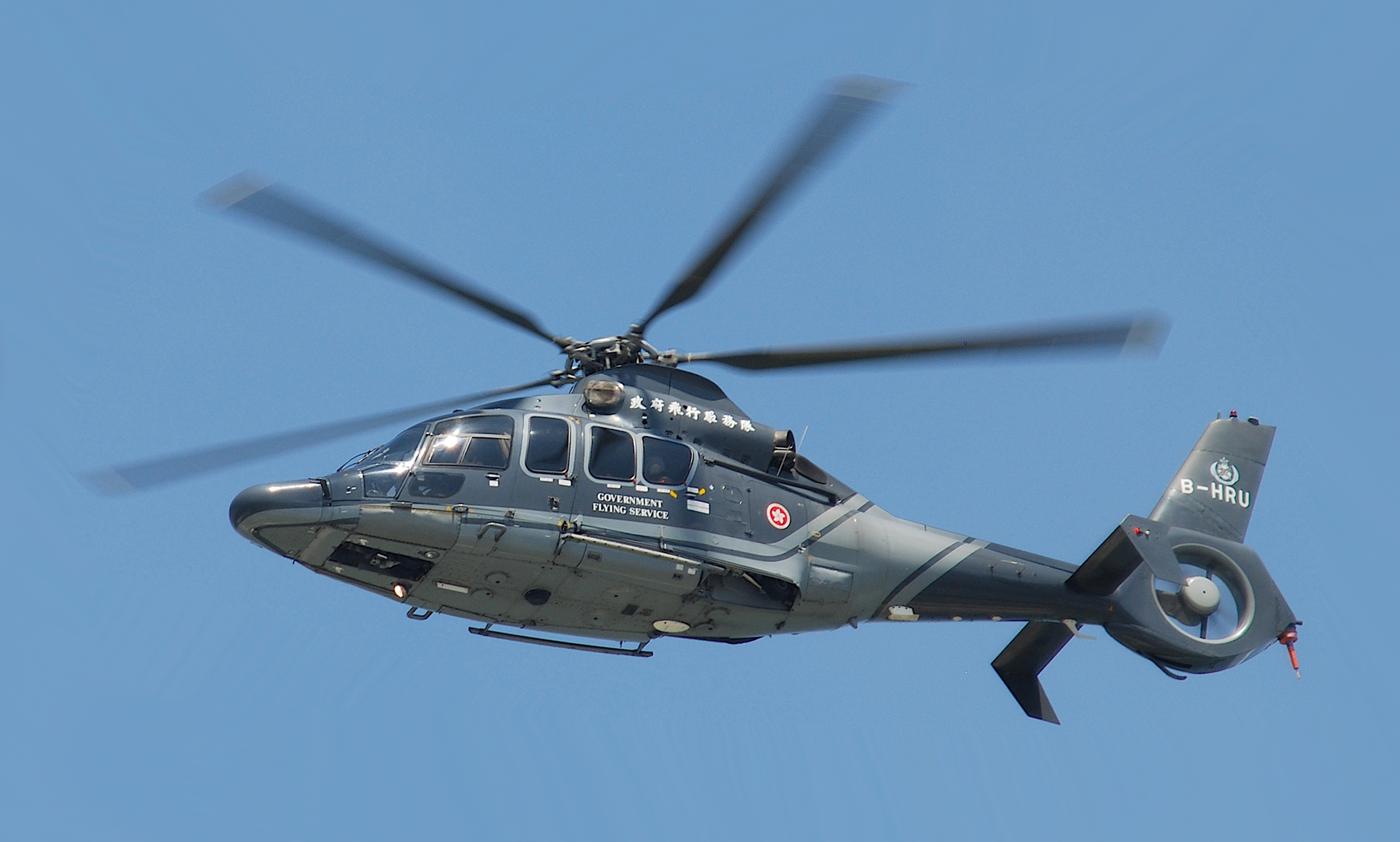
An EC155, operated by the Hong Kong Government Flying Service

중국
- 상하이 경찰

 독일
- 분데스폴리짜이(독일연방경찰)[3][4]

 홍콩
 태국
- 태국 경찰[5]

 영국
 미국

## 제원 (EC155 B1)
일반 특성
- 승무원: 2명
- 수용량: 승객 13명 또는 화물 2,301 kg (5,073 lb)
- 길이: 14.3 m (46 ft 11 in)
- 높이: 4.35 m (14 ft 3 in)
- 기체중량: 2,618 kg (5,772 lb)
- 최대중량: 4,950 kg (10,913 lb)
- 최대이륙중량 4,920 kg (10,847 lb)
- 엔진: 2 × Turbomeca Arriel 2C2 turboshaft engines, Take-off Power, 697 kW (935 hp) each
- 메인로터직경: 12.6 m (41 ft 4 in)
- 메인로터면적: 124.7 m2 (1,342 sq ft)

성능
- 최대속도: 324 km/h (201 mph; 175 kn)
- 거리: 857 km (533 mi; 463 nmi)
- 순항거리: 985 km (612 mi; 532 nmi)
- 최고고도: 4,572 m (15,000 ft)
- 상승률: 8.9 m/s (1,750 ft/min)

## 같이 보기
- 한국형 헬기 사업 KHP
- 한국형 공격헬기 사업 KAH
- 상륙 기동헬기 개발사업
- 수리온
- 수리온 해상작전헬기
- 아구스타웨스트랜드 AW-139
- 유로콥터 쿠거
- 유로콥터 타이거